# Croix de Guerre
A Croix de Guerre (em português: Cruz de Guerra) é uma condecoração militar da França. Foi criada pela primeira vez pelo presidente Raymond Poincaré em 8 de abril de 1915, durante a Primeira Guerra Mundial. A condecoração foi concedida novamente na Segunda Guerra Mundial, e em outros conflitos; a Croix de guerre des Théâtres d'opérations extérieurs ("Cruz de Guerra para Teatros de Operações Exteriores") foi criada em 1921 para estes. A Croix de Guerre também era comumente concedida a forças militares estrangeiras aliadas à França.
A Croix de Guerre pode ser concedida como prêmio individual ou como prêmio de unidade para aqueles soldados que se distinguem por atos de heroísmo envolvendo combate com o inimigo. A medalha é concedida àqueles que foram "mencionados em despachos", significando que um ato ou feitos heroicos foram realizados merecendo uma citação do quartel-general da unidade de um indivíduo. O prêmio de unidade da Croix de Guerre com palma foi concedido a unidades militares cujos membros realizaram atos heroicos em combate e foram posteriormente reconhecidos pelo quartel-general.

## Aparência
A Croix de Guerre consiste em uma medalha de cruz quadrada sobre duas espadas cruzadas, penduradas em uma fita com broches de vários graus. Para a condecoração de unidade da Croix de Guerre, é concedida uma fourragère (um cordão trançado) que é suspensa no ombro do uniforme de um indivíduo. Os regulamentos também permitiam o uso de várias Croix de Guerre, com tais medalhas diferenciadas nos registros de serviço. Os diferentes níveis de citações são representados com estrelas e palmas.

### Estrelas
- Citação na ordem do regimento: bronze
- Citação na ordem da brigada: bronze
- Citação na ordem da divisão: prata
- Citação na ordem do corpo de exército: vermeil

### Palma
- Citação na ordem do exército: bronze
- 5 citações na ordem do exército: prata